# 感情バイアス
感情バイアス（かんじょうバイアス、英語: Emotional bias）とは、感情的要因による認知と意思決定の歪みである。
すなわち、人間は一般に以下のようにする傾向がある。
- たとえ相反する証拠があっても、心地よい感覚をもたらす肯定的な感情効果のあることを信じたがる。
- 好ましくない、精神的苦痛を与えるような厳しい事実を受け入れたがらない。

これらの要因は個人的かつ自己中心的（自己中心性）であるか、対人関係や集団の影響（同調、同調圧力）に結びついている。

## 感情バイアスの作用
その効果は認知バイアスと似ており、認知バイアスの一種と見なされることもある。通常の認知バイアスと比較して特殊なのは、その原因に個人の欲望や恐怖があり、その人の推論を妨げる効果がある点である。
神経科学の実験によって、人間の脳内の異なる領域にあると考えられている感情と認知が、意思決定プロセスでどのように相互作用し、感情が推論に勝ってしまうかが示された。
感情バイアスは、次のような心理を説明するのに役立つ。例えば、より理性的な結論を想定することが可能であるにもかかわらず、過度に楽天的、あるいは過度に悲観的な結論を導きだす傾向である。